# Липчаны
Липчаны (укр. Липчани) — село на Украине, находится в Могилёв-Подольском районе Винницкой области.
Население по переписи 2001 года составляет 647 человек. Почтовый индекс — 24022. Телефонный код — 4337.
Занимает площадь 2,3 км².

## Религия
В селе действует Николаевский храм Могилёв-Подольского благочиния Могилёв-Подольской епархии Украинской православной церкви.

## Известные жители
- Семенюк, Вилен Миронович — министр энергетики и электрификации Украины (1993—1995).
- Яворский, Лев Андреевич (1807—1872) — местный уроженец, протоиерей Русской православной церкви и педагог[2].

## Адрес местного совета
24021, Винницкая область, Могилёв-Подольский р-н, с. Козлов